# Heinrich XIII. (Reuß-Greiz)

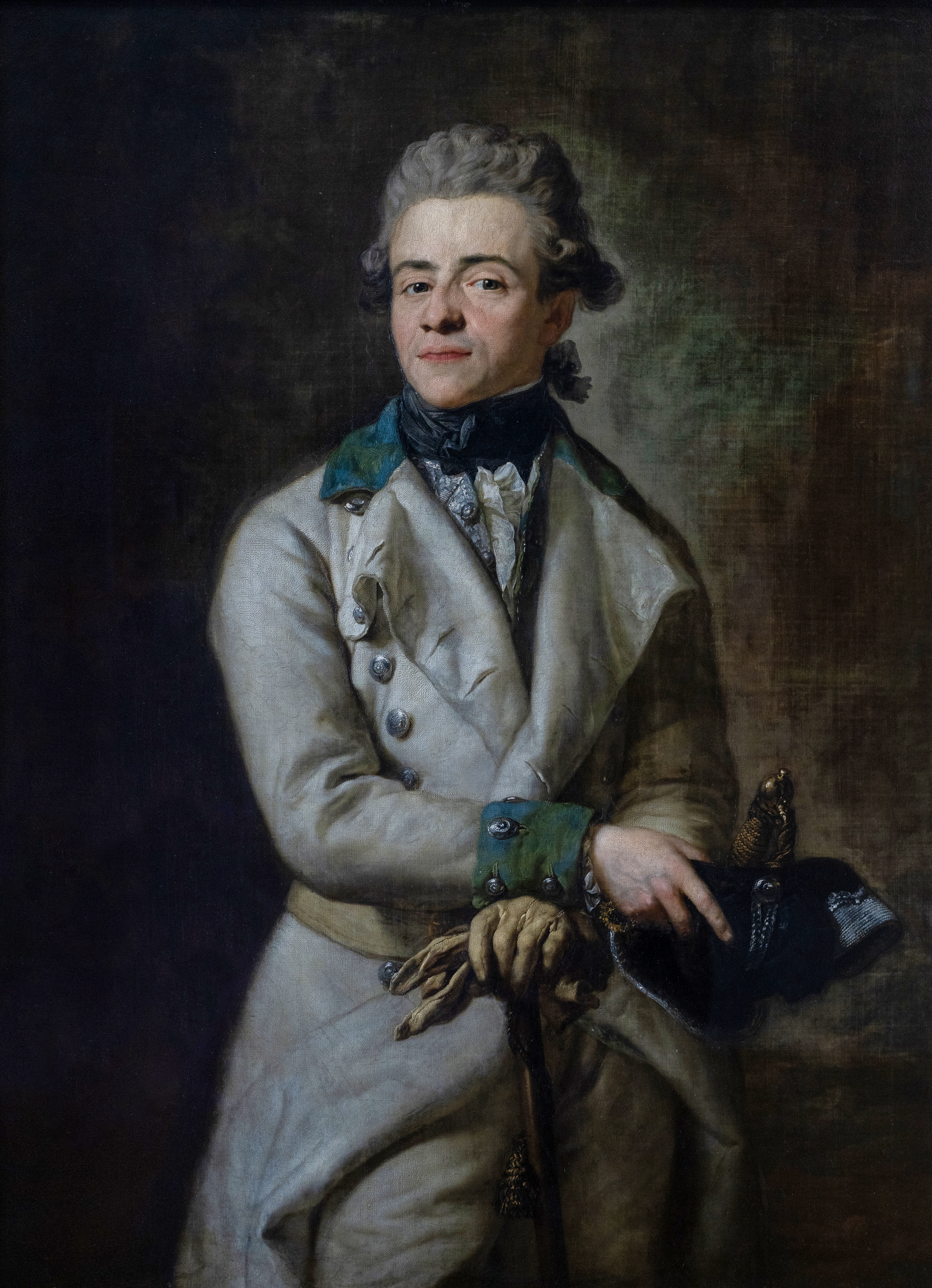
Fürst Heinrich XIII. Reuß ä.L., Gemälde von Anton Graff, 1775

Fürst Heinrich XIII. Reuß ä. L., Fürst Reuß, Graf und Herr zu Plauen, Herr zu Greiz, Kranichfeld, Gera, Schleiz und Lobenstein (* 16. Februar 1747 in Greiz; † 29. Januar 1817 ebenda) aus dem Haus Reuß war ab 1800 regierender Fürst des Fürstentums Reuß älterer Linie, einem reichsunmittelbaren Territorium im Heiligen Römischen Reich und ab 1815 einem Bundesland im Deutschen Bund.

## Leben
Heinrich XIII. war ein Sohn des Fürsten Heinrich XI. Reuß zu Greiz, des ersten Fürsten der Älteren Linie, und dessen erster Gemahlin Gräfin Konradine Reuß zu Köstritz. Er folgte seinem Vater als Fürst Reuß zu Greiz 1800.
Nach dem verheerenden Stadtbrand von Greiz 1802 ließ er das Untere Schloss bis 1809 im klassizistischen Stil wieder neu aufbauen und verlegte die Residenz endgültig vom Oberen Schloss in das Untere Schloss.
Als Generalfeldzeugmeister stand Heinrich zusammen mit seinen Brüdern Heinrich XIV. und Heinrich XV.  in österreichischen Diensten und galt als enger Freund des Kaisers Joseph II.
Heinrich XIII. trat mit seinem Land 1807 dem Rheinbund und 1815 dem Deutschen Bund bei. Beim Wiener Kongress gelang es ihm einen Gebietsstreit mit dem Königreich Sachsen beizulegen und unter anderem die Dörfer Altgommla und Kühdorf für sein Fürstentum zu gewinnen.

## Nachkommen
Der Fürst heiratete am 9. Januar 1786 in Kirchheimbolanden Luise (1765–1837), Tochter des Fürsten Karl Christian von Nassau-Weilburg bzw. Schwester des Fürsten Friedrich Wilhelm von Nassau-Weilburg, und Tante des Herzogs Wilhelm I. von Nassau, mit der er folgende Kinder hatte:
- Heinrich XVIII. (*/† 31. März 1787)
- eine Tochter (*/† 28. November 1788)
- Heinrich XIX. (1790–1836), Fürst Reuß zu Greiz ⚭ (1822) Prinzessin Gasparine von Rohan-Rochefort-Montauban (1798/99–1871)
- Heinrich XX. (1794–1859), Fürst Reuß zu Greiz ⚭ I: (1834) Prinzessin Sophie Maria Theresia zu Löwenstein-Wertheim-Rosenberg (1809–1838); ⚭ II: (1839) Landgräfin Caroline von Hessen-Homburg (1819–1872)